# Secolul al XVII-lea

## Evenimente
- 1601 - Mihai Viteazul este ucis la 3 km sud de Turda din ordinul generalului Giorgio Basta.
- 1618-1648 - Războiul de Treizeci de Ani
- 1636 - Este fondată Universitatea Harvard (SUA)
- 1643 - Ludovic al XIV-lea este încoronat rege al Franței
- 1653 - Este terminat Taj Mahal-ul din India
- 1683 - China anexează Taiwan-ul
- Misionarii catolici ajung în Asia.

### Anglia, Scoția și Irlanda
- 1600 - Se înființează Compania Indiilor Occidentale
- 1603-1625 - Domnia lui Iacob I
- 1625 - Carol I devine rege
- 1640 - Adunarea Parlamentului cel Lung
- 1642 - Izbucnește Războiul Civil
- 1644-1645 - Fuga lui Carol I
- 1646 - Carol I este predat parlamentarilor
- 1649 - Decapitarea lui Carol I
- 1649-1650 - Revolta scoțienilor și irlandezilor
- 1649 - Oliver Cromwell proclamă Anglia drept Commonwealth
- 1666 - Londra este distrusă de ceea ce avea să fie cunoscut ca Marele Foc.
- 1679 - Aprobarea lui Habeas Corpus Act
- 1686-1687 - Libertatea religioasă pentru catolici
- 1688-1689 - Revoluția glorioasă
- 1689 - Declarația Drepturilor
- 1690 - Bătălia de la Boyne

### Olanda
- 1609 - Încetarea focului
- 1621 - Recunoașterea independenței
- 1652-1654 - Primul război Naval Anglo-Olandez
- 1665-1667 - Al Doilea război Naval Anglo-Olandez
- 1667 - Actul de navigare
- 1667-1668 - Franța atacă
- 1668 - Alianța Olandei cu Anglia împotriva Franței
- 1672 - Asasinarea lui de Johan de Witt
- 1672 - Wilhelm III de Orania devine stadhouder
- 1689 - Wilhelm devine moștenitorul tronului Angliei

### Italia
- 1622 - Propaganda Fide
- 1633 - Procesul lui Galileo
- 1628-1631 - Războiul de Succesiune din Mantova

### Spania și Portugalia
- 1627 - Statul Spaniol este declarat falimentar
- 1640 - Răscoala Portugheză
- 1654 - Portugalia fondează o colonie în Brazilia
- 1659 - Tratatul Pirineilor

### Europa Estică și Nordică
- 1605 - Moare Boris Godunov
- 1613 - Mihail I Romanov devine țar
- 1645 - Tratatul de la Bromsebro
- 1654 - Suedia invadează Polonia
- 1658 - Tratatul de la Roskilde
- 1665 - Adoptarea Legii Regale în Danemarca
- 1696 - Reformele lui Petru cel Mare

### Imperiul Otoman
- 1656-1676 - Guvernarea marilor viziri Mehmed și Fasil Ahmed Koprulu
- 1676-1683 - Guvernarea marelui vizir Kara Mustafa
- 1683 - Asediul Vienei
- 1689 - Guvernarea marelui vizir Fasil Mustafa Koprulu
- 1697 - Bătălia de la Zenta
- 1699 - Tratatul de la Karlowitz

### Africa
- 1637 - Olandezii îi alunga pe portughezi din Elmina
- 1640 - Începe domnia lui Muradid-bei în Tunisia
- 1641 - Olandezii ocupă insula Luanda
- 1648 - Olandezii sunt izgoniți de portughezi din Angola
- 1666 - Domnia lui Alaoulite în Maroc

### Persia
- 1601 - Anexarea Bahreinului
- 1603-1608 - Cucerirea Azerbaidjanului, Armeniei și Georgiei
- 1623-1624 - Cucerirea Kirgizstanului și Irakului
- 1629 - Moartea lui Abbas cel Mare
- 1638 - Otomanii cuceresc Irakul
- 1648 - Subjugarea Afghanistanului

### India
- 1605 - Domnia lui Jahangir
- 1609 - Stabilirea relațiilor diplomatice cu Marea Britanie
- 1612 - Bătălia navală de la Suali
- 1631 - Atacul asupra coloniilor portugheze din India
- 1658 - Detronarea lui Shah-Jahan
- Aurangzeb preia puterea
- 1675 - Execuția lui Tegh Bahadur
- 1679 - Reintroducerea impozitului pentru nemusulumani
- 1687 - Cucerirea Golkondei
- 1690 - Întemeierea Calcuttei

### China
- 1636 - Fondarea dinastiei Qin
- 1644 - Manchu cucerește Beijingul
- 1662 - Anexarea Taiwanului
- 1681 - Domnia asupra întregului imperiu
- 1689 - Tratatul cu Rusia
- 1696 - Jungarii sunt alungați

### Japonia
- 1603-1867 - Shogunatul Tokugawa
- 1614-1615 - Ocuparea orașului Osaka
- 1622-1623 - Persecutarea creștinilor
- 1637-1639 - Revolta creltinilor din Shimbara
- 1639 - Politica de închidere a țării

### Asia de sud-est
- 1662 - Iezuiții în Siam
- 1680 - Compania franceză a Indiilor Orientale din Siam
- 1688 - Izgonirea francezilor din Siam

### America Centrală și de Sud
- 1604 - Iezuiții preiau controlul asupra Paraguayului
- 1609 - Se înființează Reducciones-Rezervatiile

### America de Nord
- 1607 - Virginia devine colonie britanică
- 1608 - Fondarea Quebecului
- 1620 - Fondarea Plymouthului
- 1623 - Fondarea orașului New Hampshire
- 1626 - Fondarea Salemului
- 1630 - Marea Migrațiune
- 1630 - Se întemeiează colonia Golful Massachusetts
- 1634 - Se întemeiează colonia Maryland
- 1634 - Se întemeiează colonia Connecticut
- 1636 - Se întemeiează colonia Rhode Island
- 1663 - Se întemeiează colonia Carolina

### Oceania
- 1605 - Willem Jansz vede Australia
- 1642-1644 - Prima călătorie de explorare a lui Abdel Tasman
- 1642 - Tasman dă numele sau insulei Tasmania
- 1643 - Tasman ajunge în Noua Zeelandă
- 1699 - William Dampier ajunge în Australia

### Sfântul Imperiu Roman, Austria și Prusia
- 1607 - Maximilian I al Bavariei ocupă orașul Donauwörth
- 1608 - Se întemeiează Uniunea Protestantă
- 1609 - Se întemeiează Liga Catolică
- 1609-1614 - Dispută asupra succesiunii lui Julich-Cleves
- 1618 - Împăratul Matthias îl desemnează pe Ferdinand drept succesor
- 1618 - Defenestrarea de la Praga
- 1618 - Ioan Sigismund moștenește Prusia
- 1622 - Trupele Ligii Catolice ocupă Palatinatul
- 1623 - Electoratul palatin este încredințat ducelui Maximilian
- 1625-1629 - Etapa daneză a războiului
- 1626 - Bătălia de la Podul Dessauer
- 1626 - Victoria lui Tilly la Lutter am Barenberg
- 1629 - Edictul Restituirii
- 1629 - Pacea de la Lubeck
- 1630 - Înlăturarea lui Wallenstein
- 1630 - Gustav al II-lea Adolf vine în Pomerania
- 1631 - Bătălia de la Breitenfeld
- 1632 - Bătălia de la Lutzen/Moartea lui Gustav Adolf
- 1634 - Asasinarea lui Wallenstein
- 1634 - Bătălia de la Nordingen
- 1635 - Pacea de la Praga
- 1635 - Începe etapa franceză a războiului
- 1636 - Alianța franco-suedeză
- 1636 - Bătălia de la Wittstock
- 1639 - Bătălia de la Chemnitz
- 1640 - Frederic Wihelm devine mare elector
- 1648 - Este încheiată Pacea Westfalică
- 1660 - Prusia obține suveranitatea
- 1675 - Bătălia de la Fehrbellin
- 1683 - Otomanii încep asediul Vienei
- 1683 - Bătălia de la Kahlenberg
- 1685 - Edictul de toleranță de la Potsdam
- 1689-1697 - Războiul de 8 ani
- 1696 - Începe construirea palatului Schönbrunn
- 1697 - Bătălia de la Senta pe râul Tisa
- 1698 - Este construit palatul de la Berlin
- 1699 - Pacea de la Karlowitz

### Franța
- 1610 - Ravaillac îl asasineaza pe Henric al IV-lea
- 1624 - Richelieu devine conducător de facto al Franței
- 1631 - Tratatul de la Barwalde
- 1635 - Este înființată Academia Francezp
- 1642 - Moare Richelieu
- 1643 - Cardinalul Mazarin preia guvernarea
- 1648 - Pacea de la Westfalia
- 1648-1653 - Războaiele civile ale Flandrei
- 1661 - Începe domnia lui Ludovic al XIV-lea
- 1667 - Războiul de cedare în Olanda spaniolă
- 1679 - Pacea de la Nijmegen
- 1685 - Revocarea Edictului de la Nantes
- 1688 - Începe războiul Marii Alianțe
- 1697 - Tratatul de la Ryswick

## Oameni importanți
- Mihai Viteazul (Țara Românească, 1558-1601), domnitor român
- Galileo Galilei (Pisa, Italia, 1564 - Arcetri, Italia, 1642), fizician și astronom italian
- Molière (Paris, 1622 - id., 1673) (Jean-Baptiste Poquelin zis Molière), autor dramatic și comedian francez
- Isaac Newton (Woolsthorpe, Lincolnshire, 1642 - Londra, 1727), matematician, fizician și astronom englez
- Blaise Pascal (Clermont-Ferrand, 1623 - Paris, 1662), filozof, matematician și fizician francez.
- William Shakespeare (Londra, 1564 - id., 1616), autor și poet englez.
- Oliver Cromwell, Lord Protector al Angliei, Scoției și Irlandei (1599 - 1658)
- René Descartes, filosof și matematician francez (1596 - 1650)
- Thomas Hobbes, filosof englez (1588 - 1679)
- Gottfried Leibniz, filosof și matematician german (1646 - 1716)
- John Locke, filosof englez (1632 - 1704)
- Ludovic al XIV-lea, rege al Franței (1638 - 1715)
- John Milton, poet englez (1608 - 1674)
- Rembrandt van Rijn, pictor olandez (1606 - 1669)
- Baruch Spinoza, filosof olandez (1632 - 1677)
- Alexei I al Rusiei, țarul Rusiei (1629 - 1676)
- Anne de Austria, regina consoartă și regentă a Franței
- Gustavus Adolphus, rege al Suediei
- Françoise-Athénaïs, Marchiza de Montespan
- Françoise d'Aubigné, Marchiza de Maintenon , a doua soție a lui Ludovic al XIV-lea
- Guru TeG Bahadur,  Guru
- Gabriel Bethlen, principe al Transilvaniei-Ungariei
- Shivaji Bhonsle, regele hindus, primul domnitor Maratha
- Regina Christina a Suediei,  catolic convertit, matroană de Arte
- Charles I al Angliei
- Carol al II-lea al Angliei
- Oliver Cromwell, Lord Protector al Angliei, Scoției și Irlandei
- Richard Cromwell, Lord Protector al Angliei, Scoției și Irlandei
- Elisabeta I a Angliei
- Hugh O'Neill (Aodh Mór O Neill), un prinț irlandez
- Tokugawa Ieyasu, fondatorul și primul Shogun din shogunatul Tokugawa din Japonia
- James I al Angliei
- James al II-lea al Angliei
- Leopold I, Împărat Roman
- Ludovic al XIII-lea al Franței, rege al Franței și Navarra
- Ludovic al XIV al Franței, rege al Franței și Navarra
- Cardinalul Mazarin, cardinal și politician francez de origine italiană
- André Le Notre, arhitect peisagist francez
- Petru cel Mare, țarul Rusiei,
- Filip al IV al Spaniei, regele spaniol
- Papa, Tewa lider religios, a condus revolta Pueblo
- Maria a II-a a Angliei (1662-1694)
- Dmitri Pozharsky, prințul rus, lider al revoltei anti-poloneze
- Samarth Ramdas, sfânt hindus
- Cardinalul Richelieu, cardinal francez, duce, și politician
- Michael de Rusia, țarul Rusiei
- Michiel de Ruyter, amiralul olandez
- Jan III Sobieski, rege al Poloniei
- Tessouat, șef de Algonquin
- Thököly Imre, principe al Transilvaniei, lider al revoltei anti-habsburgice în Ungaria
- Sant Tukaram, sfânt hindus
- Albrecht von Wallenstein, catolic german general, în Războiul de treizeci de ani
- William al III-lea al Angliei (1650-1702), Stadtholder din provinciile principale ale Republicii Provinciile Unite și rege al Angliei
- Johan de Witt, Marele pensionar al Republicii Provinciile Unite
- Johann Christoph Bach, compozitor
- John Blow, compozitor
- Johann Sebastian Bach
- Francesco Cavalli, compozitor venețian
- Marc-Antoine Charpentier, compozitor francez
- Arcangelo Corelli, compozitor italian
- Jean-Baptiste Lully,  compozitorul
- Claudio Monteverdi, compozitor italian
- Johann Pachelbel, compozitor german
- Henry Purcell,  compozitor
- Alessandro Scarlatti, compozitor
- Heinrich Schütz, compozitor german
- Monsieur de Sainte-Colombe, compozitor francez
- Gian Lorenzo Bernini, sculptor italian, arhitect
- Francesco Borromini, sculptor italian, arhitect
- Michelangelo Merisi da Caravaggio, pictor italian
- Artemisia Gentileschi, pictor italian
- Frans Hals
- Jacob Jordaens, pictor flamand
- Georges de La Tour, pictor francez
- Bartolome Esteban Murillo, pictor spaniol
- Nicolas Poussin, pictor francez clasic
- José de Ribera, Lo Spagnoletto
- Rembrandt van Rijn, pictor olandez
- Peter Paul Rubens, pictor flamand
- Jan Steen
- Ruisdael
- Jiang Tingxi, pictor chinez, caligraf, enciclopedist, delegat străin în Japonia
- Diego Rodríguez de Silva y Velázquez, pictor spaniol
- Johannes Vermeer, pictor olandez
- Francisco de Zurbarán, pictor spaniol
- Pedro Calderón de la Barca, dramaturg spaniol
- Miguel de Cervantes Saavedra, autorul spaniol
- Pierre Corneille, dramaturg francez
- Nicolas Boileau-Despréaux, poet și critic francez
- Daniel Defoe, scriitor englez, romancier
- John Donne, engleză poet metafizic
- John Dryden, Poet englez, critic literar, traducător și dramaturg
- Jean de La Fontaine, poet francez
- Joost van den Vondel, scriitor olandez și dramaturg
- Andreas Gryphius, poet și dramaturg german
- Ben Jonson, dramaturg
- John Milton, autorul englez și poet
- Molière, dramaturg francez, actor, director
- Miyamoto Musashi, faimos samurai războinic în Japonia, autor al Cărții de cinci inele, un tratat de strategie și luptă marțială, poet, pictor
- Samuel Pepys,  funcționar public și diarist
- Avacum Petrov, preot rus și scriitor
- Francisco de Quevedo, scriitor spaniol
- Jean Racine, dramaturg francez
- William Shakespeare, autorul englez și poet
- Félix Lope de Vega, dramaturg și poet spaniol
- John Wilmot,  Earl de Rochester, poetul englez
- Geoffrey Keating (Seathrún Céitinn), irlandez istoric
- Dubhaltach MacFhirbhisigh, istoric irlandez și genealog
- Xu Xiake, geograful chinez
- Yingxing Sing, chinez enciclopedist
- Samuel de Champlain, explorator francez
- Evliya Çelebi, explorator otoman
- Semion Dezhnyov, explorator rus din Siberia și primul european care a navigat prin Strâmtoarea Bering
- Henry Hudson, a fost un  mare explorator și navigator
- Yerofey Khabarov, antreprenor rus, cel mai bine cunoscut pentru explorarea regiunii râului Amur
- Abel Tasman Janszoon, navigator și explorator olandez
- Luis Váez de Torres, explorator
- Mitropolitul Dosoftei (1624 - 1693)
- Miron Costin (1633 - 1691)
- Francis Bacon, filosof englez și politician
- Sir Thomas Browne, autorul englez, filozof și om de știință
- Ismael Bullialdus, astronomul francez
- Abraham Darby I, fabricant de fierărie
- René Descartes, filosof și matematician francez
- Pierre de Fermat, matematician și avocat francez
- Galileo Galilei, filosof natural italian
- Pierre Gassendi, francez filozof, preot, om de știință, astronom / astrolog și matematician
- William Harvey, medic
- Thomas Hobbes, filosof englez și matematician
- Christiaan Huygens, olandez matematician, fizician și astronom
- Johannes Kepler, astronom german
- Antonie van Leeuwenhoek, om de știință olandez și prima persoană care a utilizat un microscop pentru a vedea bacterii
- Christopher Wren, arhitect și om de știință
- Gottfried Leibniz, filozof și matematician german
- John Locke, filosof englez
- Marin Mersenne, francez teolog, filozof, matematician și teoretician muzical
- Sir Isaac Newton, fizician și matematician englez
- Blaise Pascal, teolog francez, matematician și fizician
- Baruch Spinoza, filosof olandez
- Sir Anthony Weldon, curtean și om politic

## Invenții, descoperiri

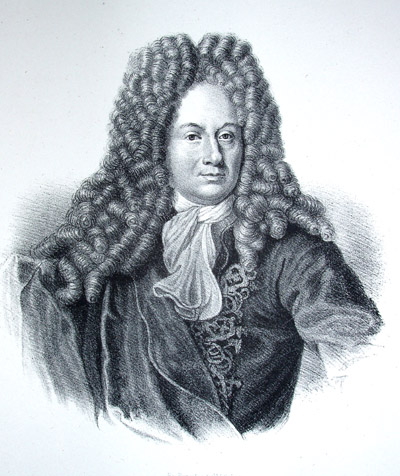
Ole Christensen Rømer

- 1609 - Johannes Kepler: primele două legi ce descriu mișcările planetelor în jurul unei stele
- 1610 - Galileo Galilei: Sidereus Nuncius: observații telescopice
- 1614 - John Napier: folosește logaritmi pentru calcul  Arhivat în 11 ianuarie 2010, la Wayback Machine.. Există dovezi că logaritmii au fost cunoscuți încă din secolul al VIII-lea în India.
- 1628 - William Harvey: Circulația sanguină
- 1637 - René Descartes: Metoda științifică
- 1643 - Evangelista Torricelli inventează barometrul cu mercur
- 1662 - Robert Boyle: Legea lui Boyle pentru gazul ideal
- 1665 - Philosophical Transactions of the Royal Society prima revistă publicată de revizuiri științifice.
- 1669 - Nicholas Steno: Afirmă că fosilele sunt resturile organice incluse în straturile de sedimente, baza stratigrafiei
- 1675 - Leibniz, Newton: calcul infinitezimal
- 1675 - Anton van Leeuwenhoek: Microorganisme
- 1676 - Ole Rømer: prima măsurare cantitativă a vitezei luminii
- 1687 - Newton: Legea mișcării, Legea atracției universale, baza fizicii clasice

Dispozitivul lui Giovanni Branca, considerat prima turbină cu abur cu acțiune.
Stampă din 1629.

| Perioada    | Invenția                                                                    | Autorul                                        | Țara     |
| ----------- | --------------------------------------------------------------------------- | ---------------------------------------------- | -------- |
| 1609        | microscopul                                                                 | Hans Lippershey Hans Janssen Zacharias Janssen | Olanda   |
| 1620        | rigla de calcul                                                             | William Oughtred                               | Anglia   |
| 1623        | mașina de calcul                                                            | Wilhelm Schickard                              | Germania |
| 1630 - 1632 | aripile artificiale                                                         | Hezarfen Ahmet Celebi                          | Turcia   |
| 1631        | șublerul                                                                    | Pierre Vernier                                 | Franța   |
| 1633        | - om proiectat cu racheta - parașuta - praf de pușcă pentru lansare rachetă | Lagari Hasan Çelebi                            | Turcia   |
| 1642        | mașina de adunat                                                            | Blaise Pascal                                  | Franța   |
| 1643        | barometrul                                                                  | Evangelista Torricelli                         | Italia   |
| 1645        | pompa cu vid                                                                | Otto von Guericke                              | Germania |
| 1657        | ceasul cu pendul                                                            | Christiaan Huygens                             | Olanda   |
| 1672        | vehiculul cu aburi                                                          | Ferdinand Verbiest                             | Flandra  |
| 1679        | oala sub presiune                                                           | Denis Papin                                    | Franța   |
| 1690        | roata "Polhelm"                                                             | Christopher Polhelm                            | Suedia   |
| 1692        | turbină acționată de abur                                                   | Giovanni Branca                                | Italia   |
| 1698        | motorul cu aburi                                                            | Thomas Savery                                  |          |
| 1700        | pianul                                                                      | Bartolomeo Cristofori                          | Italia   |

## Decenii și ani
| Anii 1590 | 1590 | 1591 | 1592 | 1593 | 1594 | 1595 | 1596 | 1597 | 1598 | 1599 |
| Anii 1600 | 1600 | 1601 | 1602 | 1603 | 1604 | 1605 | 1606 | 1607 | 1608 | 1609 |
| Anii 1610 | 1610 | 1611 | 1612 | 1613 | 1614 | 1615 | 1616 | 1617 | 1618 | 1619 |
| Anii 1620 | 1620 | 1621 | 1622 | 1623 | 1624 | 1625 | 1626 | 1627 | 1628 | 1629 |
| Anii 1630 | 1630 | 1631 | 1632 | 1633 | 1634 | 1635 | 1636 | 1637 | 1638 | 1639 |
| Anii 1640 | 1640 | 1641 | 1642 | 1643 | 1644 | 1645 | 1646 | 1647 | 1648 | 1649 |
| Anii 1650 | 1650 | 1651 | 1652 | 1653 | 1654 | 1655 | 1656 | 1657 | 1658 | 1659 |
| Anii 1660 | 1660 | 1661 | 1662 | 1663 | 1664 | 1665 | 1666 | 1667 | 1668 | 1669 |
| Anii 1670 | 1670 | 1671 | 1672 | 1673 | 1674 | 1675 | 1676 | 1677 | 1678 | 1679 |
| Anii 1680 | 1680 | 1681 | 1682 | 1683 | 1684 | 1685 | 1686 | 1687 | 1688 | 1689 |
| Anii 1690 | 1690 | 1691 | 1692 | 1693 | 1694 | 1695 | 1696 | 1697 | 1698 | 1699 |
| Anii 1700 | 1700 | 1701 | 1702 | 1703 | 1704 | 1705 | 1706 | 1707 | 1708 | 1709 |